# Email-маркетинг
Email-маркетинг (имейл-маркетинг) — один из наиболее эффективных инструментов интернет-маркетинга для бизнеса. Он позволяет выстраивать прямую коммуникацию между брендом (или бизнесом, компанией) и потенциальными или существующими клиентами. Результат такой коммуникации может выражаться как в увеличении лояльности клиентов к компании, так и в увеличении новых и повторных продаж, то есть другими словами — удержании и возврате клиентов.
Маркетологи собирают базу подписчиков, готовят рассылки, персонализируют их и следят за эффективностью. Email-маркетинг позволяет выстраивать прямую коммуникацию между брендом (или бизнесом, компанией) и потенциальными или существующими клиентами. Результат такой коммуникации может выражаться как в увеличении лояльности клиентов к компании, так и в увеличении новых и повторных продаж, то есть другими словами — удержании и возврате клиентов.
По данным статистики в 2017 году число пользователей e-mail достигло 3,7 миллиарда, к 2021 году прогнозируется рост до 4,1 миллиардов.

## История
Электронный маркетинг быстро развивался вместе с технологическим ростом 21-го века. До этого роста, когда электронные письма были новинкой для большинства клиентов, электронный маркетинг не был таким эффективным. В 1978 году Гэри Тюрк из корпорации Digital Equipment Corporation (DEC) отправил первое массовое электронное письмо примерно 400 потенциальным клиентам через сеть Агентства перспективных исследовательских проектов (ARPANET). Он утверждает, что это привело к продажам продуктов DEC на сумму 13 миллионов долларов США.
Однако, поскольку электронный маркетинг стал эффективным средством прямого общения, в 1990-х пользователи все чаще стали называть его спамом и начали блокировать контент из электронных писем с помощью фильтров и программ блокировки. Чтобы эффективно передавать сообщения по электронной почте, маркетологи должны были разработать способ передачи контента конечному пользователю, не подвергаясь автоматическим фильтрам и удалению спама.
Исторически было трудно измерить эффективность маркетинговых кампаний, потому что целевые рынки не могут быть адекватно определены. Почтовый маркетинг обладает тем преимуществом, что позволяет маркетологам определять окупаемость инвестиций, а также измерять и повышать эффективность. Почтовый маркетинг позволяет маркетологам видеть отзывы пользователей в режиме реального времени и отслеживать, насколько эффективна их кампания в достижении проникновения на рынок, показывая объем канала связи. В то же время, однако, это также означает, что более личный характер некоторых методов рекламы, таких как телевизионная реклама, не может быть зафиксирован.

## Заблуждения, касающиеся e-mail-маркетинга
Есть несколько заблуждений насчет e-mail-маркетинга, которые приобрели широкое распространение.
1. e-mail-маркетинг — это СПАМ. Основное отличие e-mail-маркетинга от спам-рассылки состоит в том, что первый — это коммуникация с подписчиками собственной базы e-mail адресов по их предварительному согласию, а вторая — это массовая рассылка материалов рекламного характера по базам e-mail адресов из открытых источников, без согласия получателей, что в свою очередь нарушает закон в любой стране мира.[4]

## Основные тенденции
Тренды в email-маркетинге в последние годы:
1. Все больший процент пользователей читают письма с мобильных устройств.
Компания Litmus провела анализ 15 миллиардов писем, открытых пользователями за 2017 год. Согласно данным полученным Litmus чтение писем с помощью мобильных почтовых клиентов является самым популярным способом — 47 % писем прочитывается через мобильные приложения, которые позволяют просматривать почту даже, когда пользователь находится offline. Через веб-интерфейсы, которые требуют непрерывного интернет-соединения, прочитывается 36 % электронных писем. Доля прочтения писем через десктопные программы, установленные на рабочий стол, составляет 17 %.
По данным того же исследования, email с мобильных приложений в основном читают пользователи iPhone 28 % и iPad 11 %, доля Android устройств составляет 8 % в 2017 году.
2. Персонализация писем. Около 80 % маркетологов применяют в своих e-mail кампаниях персонализированные сообщения.
3. Пользователи уделяют большое внимание вопросам конфиденциальности и безопасности личной информации.

## Основные показатели эффективности email-маркетинга
Для того, чтобы измерить эффективность работы этого рекламного канала, используется целый набор показателей, отслеживая которые, компания может улучшать свои бизнес-показатели.

### Количество подписок
Для того, чтобы начать собирать свою базу подписчиков, недостаточно просто разместить форму подписки на всех страницах сайта. Лучшим способом собрать адреса потенциальных покупателей является так называемый «обмен» e-mail пользователя на что-то ценное для него. Это могут быть: полезные советы, статьи, электронные книги, бесплатные видео-курсы и так далее. Чем ценнее предложение, тем охотнее посетители сайта будут подписываться.

### Показатель Open Rate (открытия писем)
Показатель открытий писем (EOR) — это первый показатель воронки продаж в e-mail-маркетинге. Чем выше этот показатель, тем больше подписчиков узнают о выгодном предложении или полезной информации, которая находится внутри письма.
Чтобы достичь высоких показателей Open Rate, нужно постоянно тестировать заголовки писем, но важно помнить, что заголовок письма должен отражать суть самого письма. Интересная и необычная подача заголовка улучшает открываемость писем. В таких случаях всегда есть риск, что целевая аудитория отреагирует плохо, поэтому перед тем как писать какие-то необычные заголовки или шутки, необходимо быть на 100 % уверенным в своей целевой аудитории.
По данным 60 % онлайн ритейлеров, персонализация и сегментирование являются двумя самыми успешными e-mail тактиками для управления конверсией.
Персонификация позволяет увеличить долю открытия e-mail на 5,7 % (с 13,1 % до 18,8 %).
Средний показатель EOR в 2017 году составил 24,79 % для различных сфер бизнеса и компаний. Доля 25 % пользователей, открывших e-mail, свидетельствует об успешной рассылке.
Согласно исследованию, показатель открытия более высокий для писем, отправленных по вторникам.
Пользователи более склонны открывать электронные письма после полудня. 23 % открытий e-mail приходится на первый час после доставки. Спустя 24 часа шанс прочтения письма падает до 1 %.

### Показатель Click Rate и Click through open rate
Показатель кликов — это второй этап воронки продаж в e-mail-маркетинге, он отображает то количество пользователей, которые совершили действие (клик) в письме и перешли на сайт или скачали продукт. Для этого показателя основным фактором, влияющим на успех, является дизайн и наполнение письма: сюда относится как общая структура письма, так и дизайн всех его элементов, цветовая гамма, а также текстовое наполнение. При первоначальном запуске e-mail-маркетинга в компании следует тестировать несколько совсем разных подходов при составлении писем, и позже, проанализировав всю собранную статистику, остановиться на самых удачных вариантах и работать только с ними.

### Показатели отписок
Отписки от рассылки — это довольно регулярное явление, но общий процент отписок должен находиться в пределах 1-2 %, это считается нормой для коммерческих списков. Всплеск отписок возможен только в случае, если по этому списку довольно давно не проводилась никакая рассылка (от 3 мес. и больше). Также возможен вариант увеличения процента отписок, когда письмо компании не соответствуют заявленной теме при подписке (то есть когда в
форме подписки озвучена одна тема, а письма приходят вовсе на иную тему).

### Нажатия на кнопку «спам»
Согласно исследованиям западных сервисов e-mail-рассылок, нажатие на кнопку «спам» занимает всего лишь третье место в борьбе пользователей с нежелательными письмами. Если у пользователей есть возможность отписаться или письма не приходят слишком часто, нажатия на «спам» не будет. Слишком большой показатель нажатий на эту кнопку ведет к последствиям, которые декларирует международный закон борьбы со спамом. Если рассылка ведется с помощью определенного сервиса рассылок писем, то сервис обычно реагирует на всплеск abuse reports блокировкой аккаунта.

### Показатель конверсии в покупку на сайте
Поскольку любое маркетинговое действие (как, например, e-mail-рассылка) в первую очередь призвано увеличивать прибыль и приносить клиентов, то есть необходимость упомянуть также и показатель закрытий продаж на сайте из электронных рассылок. Этот показатель в равной мере зависит и от e-mail-маркетинга, и от сайта компании. Если e-mail-маркетинговая кампания была верно спланирована, то показатель CT(о)R будет высоким. Если сайт имеет некоторые ошибки в юзабилити и его продающие свойства незначительные, то не все переходы из письма закрываются в продажу на сайте, но тем не менее показатель конверсии на самом сайте при этом будет выше, по сравнению с показателем конверсии пользователей, пришедших из другого рекламного канала (а не из письма).

### Время, проведенное на сайте (TSS)
После открытия письма и перехода на сайт, с помощью статистики можно измерить время, проведенное на сайте (TSS — time spent on site). Этот показатель также относится к поведенческому фактору и влияет на поисковую выдачу онлайн ресурса (другими словами, один из факторов ранжирования сайта). Увидеть данные по TSS можно в Google Analytics в разделе «Аудитория» — «Поведение» — «Вовлечение».
Интересные заголовки писем отличают одну рекламу от другой. Это отделяет рекламу от беспорядка. Дифференциация является одним из факторов, который может сделать рекламу успешной в цифровом маркетинге, потому что потребители тянутся к ней и имеют больше шансов просмотреть рекламу. [5] [22]

## Способы повышения эффективности e-mail-маркетинга
Установление эксклюзивности клиентов: список клиентов и сведения о клиентах должны храниться в базе данных для последующих действий, и отобранным клиентам могут быть отправлены выбранные предложения и предложения о сделках, связанных с предыдущим поведением покупателя. Это эффективно в цифровом маркетинге, поскольку позволяет организациям формировать лояльность по электронной почте.
Интересные заголовки писем. Они позволяют выделить данное письмо среди остальных, привлекают интерес адресата, задают эмоциональную значимость сообщения. Дифференциация является одним из факторов, который может сделать рекламу успешной в цифровом маркетинге, потому что потребители тянутся к ней и имеют больше шансов просмотреть рекламное письмо, отправленное по электронной почте.
Использование шаблонов писем, фирменного стиля, gif анимации и иллюстраций. Графический контент позволяет задать общий стиль сообщениям в рассылке, задать определенный стиль общения: официально-деловой, неформальный и др. Также картинки, интегрированный в рассылку, позволяют правильно расставить акценты и запомнится.

## Согласие на рекламную рассылку
Опциональная реклама по электронной почте позволяет отправлять рекламные сообщения по электронной почте, при которой получатель рекламы дал согласие на ее получение.
Рассылка сообщений всегда должна быть предварительно одобрена получателем на отправку. Зачастую адресанты соглашаются на получение рекламных писем по электронной почте. Такие информационные бюллетени информируют клиентов о предстоящих событиях или акциях, или о новых продуктах.